# Lerista borealis
Espèce
Lerista borealis est une espèce de sauriens de la famille des Scincidae.

## Répartition
Cette espèce est endémique d'Australie. Elle se rencontre en Australie-Occidentale et dans le Territoire du Nord.

## Étymologie
Le nom spécifique borealis vient du latin borealis, du nord, en référence à la distribution nordique de ce saurien.

## Publication originale
- Storr, 1971 : The genus Lerista (Lacertilia: Scincidae) in Western Australia. Journal of the Royal Society of Western Australia, vol. 54, p. 59-75.